# Музаим
Музаи́м — село в Дербентском районе Республики Дагестан. Образует муниципальное образование «село Музаим» со статусом сельского поселения, как единственный населённый пункт в его составе. 
Центр одноимённого сельсовета с 2005 года.

## География
Населённый пункт расположен на Приморской низменности, в 18 км к юго-западу от города Дербент. Вдоль западной окраины села проходит Самуро-Дербентский канал.

## Население
| 1939  | 1970  | 1989  | 2002  | 2010  | 2012  | 2013  |
| ----- | ----- | ----- | ----- | ----- | ----- | ----- |
| 145   | ↗613  | ↗1082 | ↗1630 | ↗1946 | ↗1976 | ↗2016 |
| 2014  | 2015  | 2016  | 2017  | 2018  | 2019  | 2020  |
| ↗2076 | ↘2074 | ↗2098 | ↗2125 | ↗2134 | ↗2142 | ↗2169 |
| 2021  | 2023  | 2024  | 2025  |       |       |       |
| ↘2140 | ↗2151 | ↗2155 | ↗2160 |       |       |       |

Национальный состав
По результатам Всероссийской переписи населения 2021 года:
| Народ                           | Численность, чел. | Доля от всего населения, % |
| ------------------------------- | ----------------- | -------------------------- |
| азербайджанцы                   | 1839              | 85,93 %                    |
| другие                          | 19                | 0,89 %                     |
| нет / не указана национальность | 282               | 13,18 %                    |
| всего                           | 2140              | 100 %                      |

## Экономика
Основой экономики села является субтропическое сельское хозяйство. Близ села разбита одна из самых больших плантаций хурмы в России, в количестве 2,5 тысячи деревьев, занимающих 5 га земли (2017 год).

## Достопримечательности
Курганы (близ села — в кол-ве 29).